# 大分県立佐伯鶴岡高等学校
大分県立佐伯鶴岡高等学校（おおいたけんりつ さいきつるおかこうとうがっこう）は、かつて大分県佐伯市大字鶴望にあった県立高等学校である。
本校と佐伯豊南高校とを統合して、2014年（平成26年）4月に本校の校地に新佐伯豊南高校が新設された。本校は以後も在学生が卒業するまで存続し、2016年（平成28年）3月を以て閉校した。

## 概要
同じ市内にある佐伯豊南高等学校と学校間連携を行っていた。
文化祭は、「鶴望祭」という。

## 設置学科
- 食品流通科
- 施設園芸科[1]
- システム工業科[1]

## 沿革
- 1948年（昭和23年） - 大分県立佐伯第二高等学校として創設。商業科、農業科、家庭科を設置。
- 1951年（昭和26年） - 佐伯第二高等学校が大分県立佐伯豊南高等学校に改称。
- 1961年（昭和36年） - 佐伯豊南高等学校から分離独立して大分県立佐伯農業高等学校となる。農業科、園芸科、生活科を設置。
- 1973年（昭和48年） - 土木科を設置。
- 1975年（昭和50年） - 大分県立佐伯鶴岡高等学校に改称。
- 1991年（平成3年） - 生活科学科、農業科、園芸科を施設園芸科、食品流通科、電子機械科に転科。
- 1998年（平成10年） - 大分県立佐伯豊南高等学校との学校間連携を開始。
- 2007年（平成19年） - 電子機械科、土木科をシステム工業科に転科。
- 2016年（平成28年）3月1日 - 閉校式挙行[1][2]。
- 2016年（平成28年）3月末 - 閉校。

## 高校再編
2008年（平成20年）8月27日に大分県教育委員会が公表した2010 - 2015年度の後期高校再編計画においては、本校と佐伯豊南高校とを統合し、新たな高校を本校の敷地に設け、2014年（平成26年）4月1日に開校することとされた。これに伴い、本校及び佐伯豊南高校の生徒募集は、2014年度入学分から停止されたが、本校は在校生が卒業する2015年度末まで存続した。
新設校は、食農ビジネス科、工業技術科、福祉科の専門学科3学科と総合学科との合計4学科を有する総合選択制とされた。また、2013年7月30日には、新設校の校名が大分県立佐伯豊南高等学校となることが決定した。
新設された佐伯豊南高校は、2014年4月に開校した。

## 校章
籾と植物の葉を3個ずつ6方に配置し、中心に高の文字。

## 著名な出身者
- 今井まこと（番組プロデューサー）
- 大地洋輔（お笑いコンビ「ダイノジ」）
- 伊達治一郎（レスリング選手）
- 河野信子（陸上競技選手）※大分県立佐伯農業高等学校[4]